# 1982-es Australian Open
Az 1982-es Australian Open az év negyedik Grand Slam-tornája volt, november 29. és december 5. között rendezték meg Melbourne-ben. A férfiaknál az amerikai Johan Kriek, nőknél a szintén amerikai Chris Evert nyert.

## Döntők

### Férfi egyes
Johan Kriek -  Steve Denton, 6-3, 6-3, 6-2

### Női egyes
Chris Evert -  Martina Navratilova, 6-3, 2-6, 6-3

### Férfi páros
John Alexander /  John Fitzgerald -  Andy Andrews /  John Sadri, 6-4, 7-6

### Női páros
Martina Navratilova /  Pam Shriver -  Claudia Kohde-Kilsch /  Eva Pfaff, 6-4, 6-2

### Vegyes páros
1970–1986 között nem rendezték meg.

## Juniorok

### Fiú egyéni
Mark Kratzmann –  Simon Youl 6–3, 7–5

### Lány egyéni
Amanda Brown –  Pascale Paradis 6–3, 6–4
A fiú és lány páros versenyeket 1983-tól kezdődően rendezték meg.